# Equip

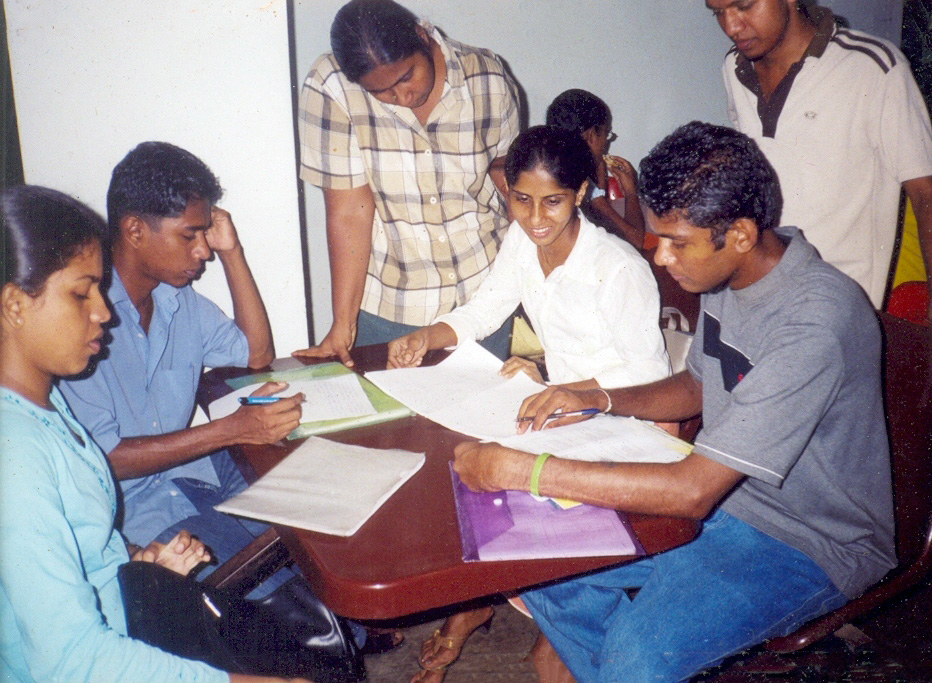
Equip de treball

Un equip és un grup de persones que s'uneix per tal d'assolir un objectiu comú. Els equips humans són especialment apropiats per aconseguir tasques complexes que poden tenir subtasques independents. Un grup, però, no sempre és un equip. Els equips acostumen a tenir membres amb habilitats que es complementen i generen sinergia a través d'un esforç coordinat que permet que cada membre maximitzi els seus punts forts i minimitzi els febles.
Es debat la mida òptima d'un equip, que sovint varia segons la tasca. Com a mínim un estudi de resolució de problemes en grups apunta que la mida òptima és de quatre membres, mentre que altres treballs diuen que la mida òptima es troba entre cinc i dotze membres, o el nombre de membres que es poden prendre dues pizzes.
Els equips es poden classificar segons si són:
- interdependent o independent,[6] segons les accions dels membres mentre treballen. És interdependent si les accions de cada membre repercuteixen en l'èxit de l'equip final, i hi ha una possible especialització, com en el cas del rugbi. En canvi, és independent si, com en el cas de l'atletisme, les accions de cada individu no causen efectes en el rendiment del següent, i les accions que fan són les mateixes.[7]
- multidisciplinari o interdisciplinari.[8] En el cas dels multidisciplinaris, hi ha una especialització de les feines, i el que es tracta no té per què estar relacionat amb el que els altres membres tracten. L'equip multidisciplinari funciona sumant coneixements i experiències en camps diferents, orientats al mateix fi.[8]